# Bellheim
Bellheim is een plaats in de Duitse deelstaat Rijnland-Palts, en maakt deel uit van de Landkreis Germersheim.
Bellheim telt 8.671 inwoners.

## Bestuur
De plaats is een Ortsgemeinde en maakt deel uit van de Verbandsgemeinde Bellheim.